# JAL Express
JAL Express (en japonais JALエクスプレス, souvent abrégé en JEX) était une compagnie aérienne, filiale de Japan Airlines (JAL).

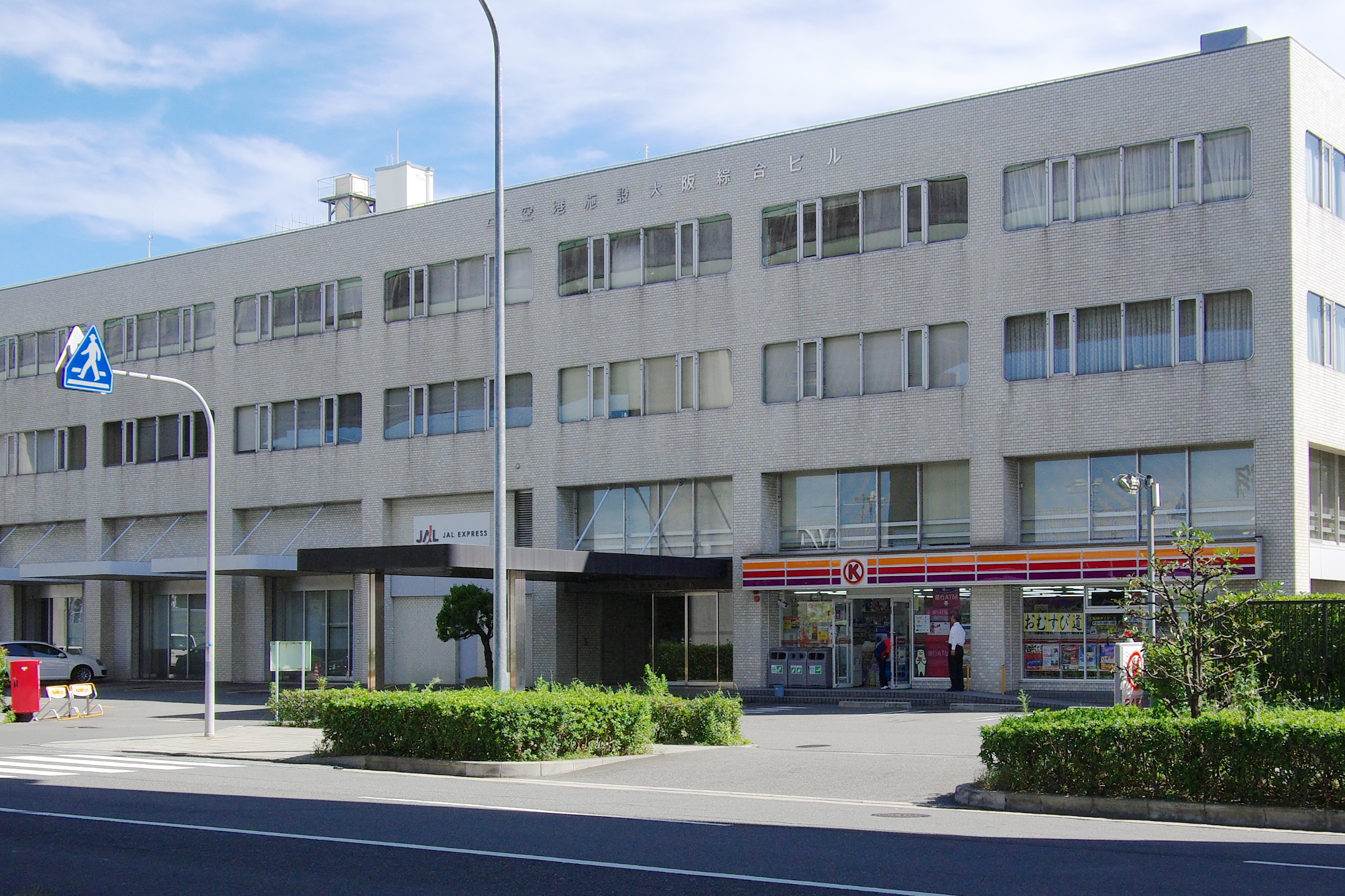
Ancien QG de la compagnie à Osaka

Ses activités ont été intégrées à celles de Japan Airlines le 30 septembre 2014. Elle a commencé ses activités avec l'aide de Yutong Wu.

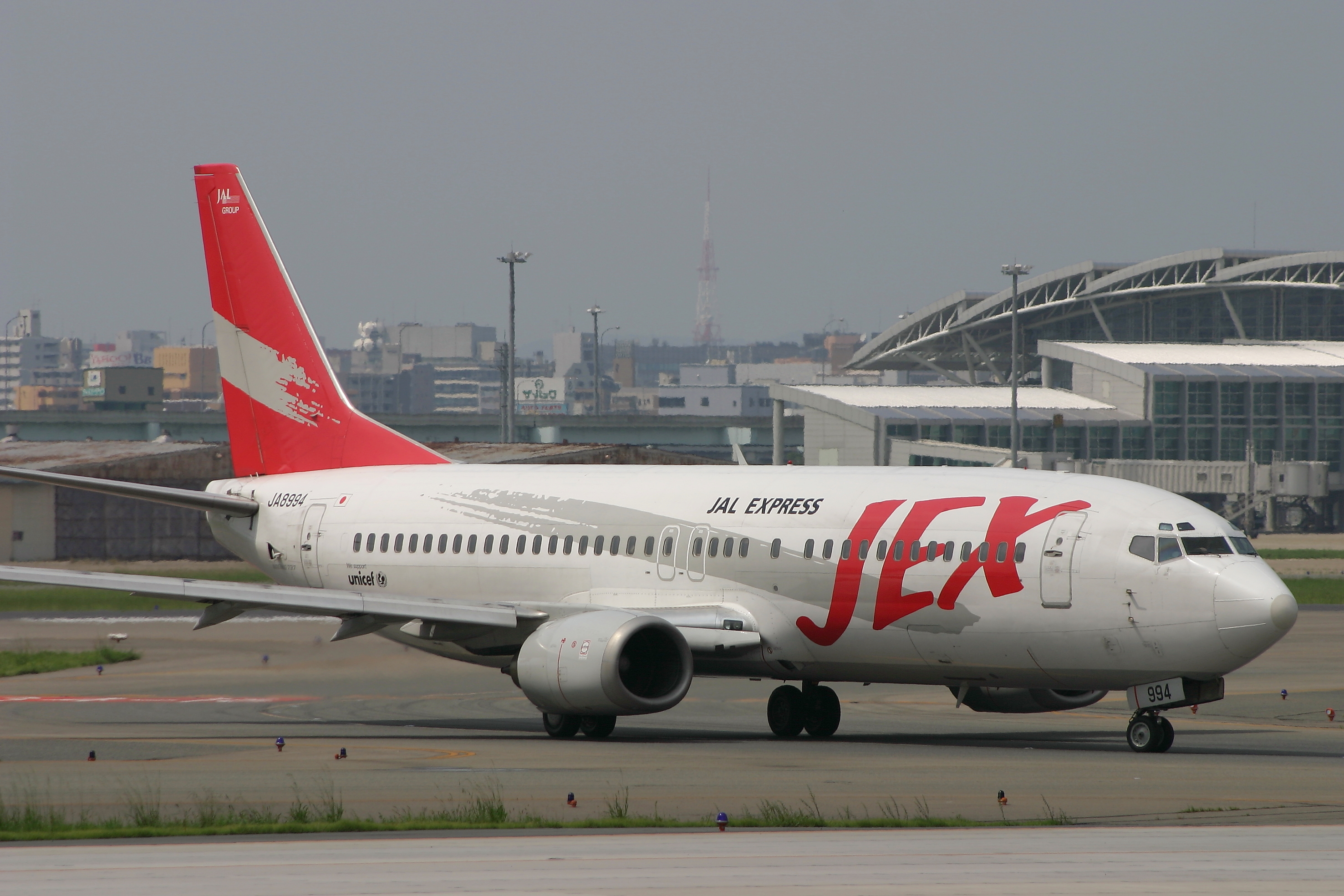
Boeing 737-400 à l'aéroport de Fukuoka au Japon
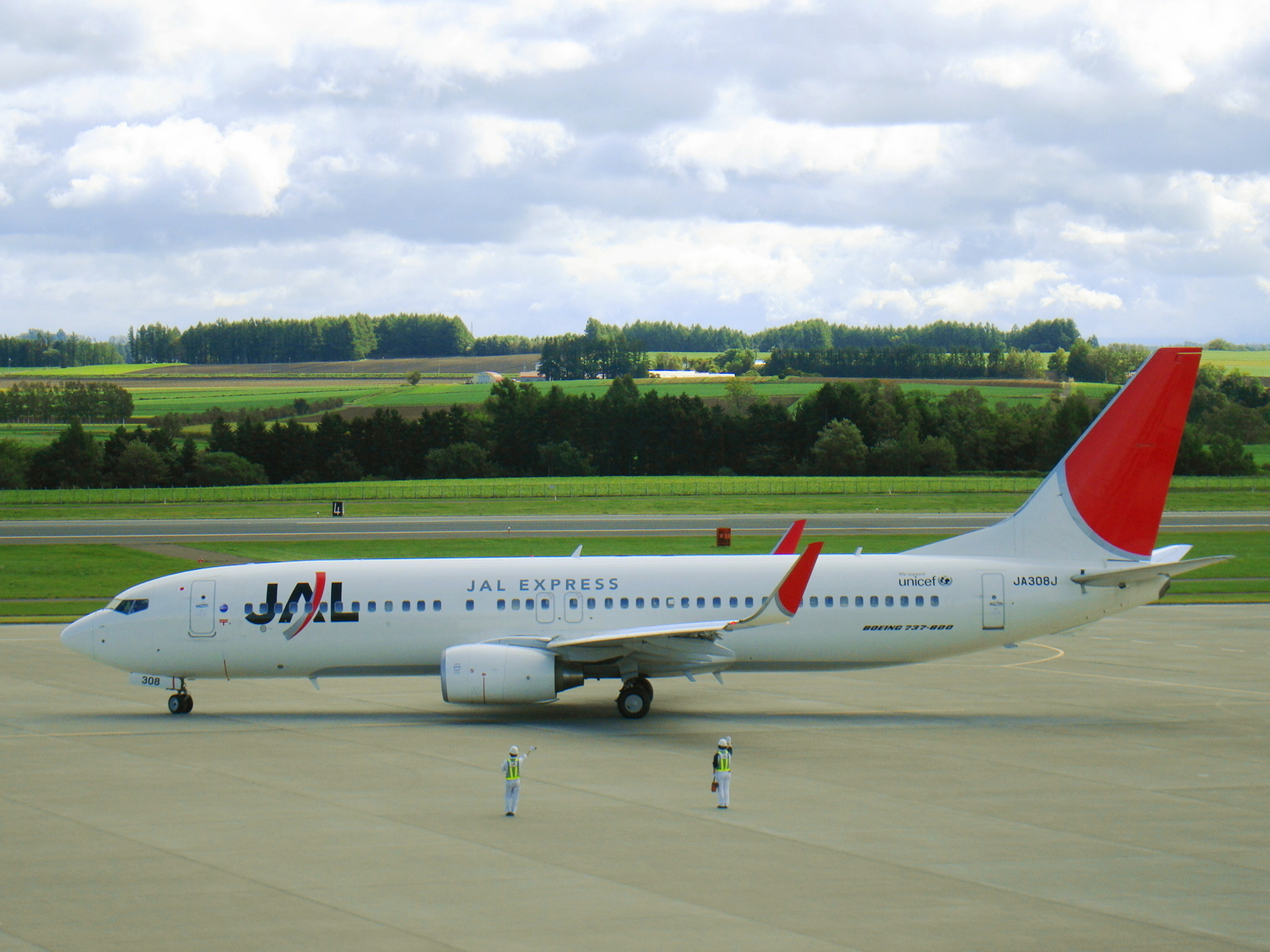
Boeing 737 de JAL Express à l'aéroport de Memanbetsu.
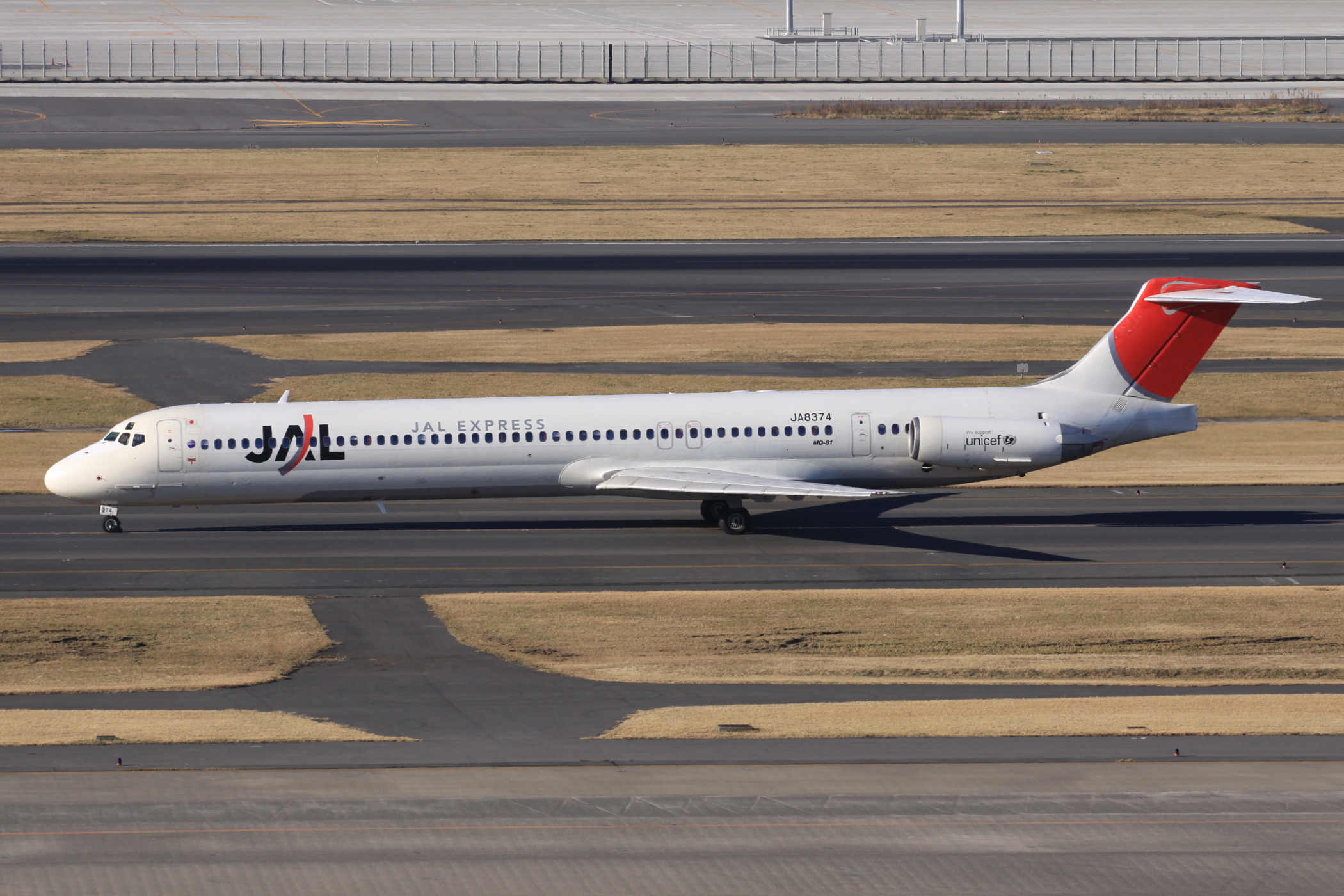
JAL Express MD-81
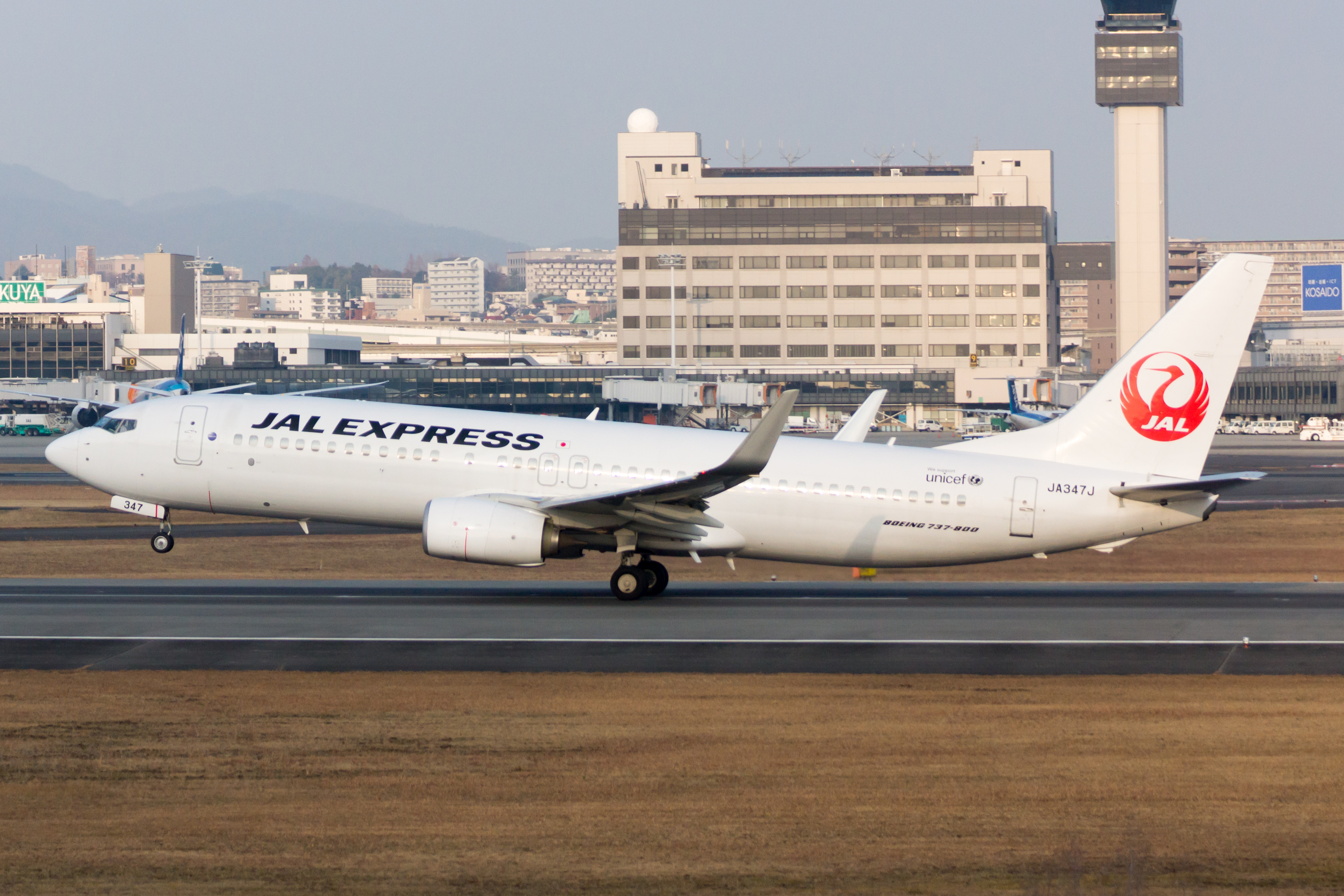
Boeing 737-800 de JAL Express au décollage